# Portugalská výprava do Otranta
Portugalská výprava do Otranta v roce 1481, která je Portugalci nazývána jako Turecká křížová výprava (portugalsky Cruzada Turca), byla vojenské tažení svolané papežskou bulou Cogimur iubente altissimo Sixta IV. dne 8. dubna 1481, v níž papež vyzval ke křížové výpravě proti Osmanským Turkům, kteří nedávno obsadili jihoitalské město Otranto, přičemž součástí papežova plánu bylo kromě vysvobození okupovaného města také překročení Jaderského moře a osvobození albánské Vlory (Vlorë). Otranto bylo nedávno dobyto Osmanskými Turky po dlouhodobějším obléhání (28. července 1480 do 10. září 1481). Křesťanští obránci utrpěli těžké ztráty a tisíce z nich bylo odvedeno do otroctví.
Portugalci však dorazili na místo pozdě, dne 3. května 1481 zemřel sultán Mehmed II. a v Osmanské říši nastaly spory o následnictví, v důsledku čehož Osmanští Turci sami stáhli svou posádku z jihu Itálie. Tou dobou portugalské vojsko dorazilo do Neapole a k žádným bojům s Turky nedošlo.